# كاثرين براونلو
كاثرين براونلو (بالإنجليزية: Katharine Brownlow)‏ هي مجدفة بريطانية، ولدت في 16 أغسطس 1964 في آلترنكهام في المملكة المتحدة.

## وصلات خارجية
- كاثرين براونلو على موقع الاتحاد الدولي للتجديف (الإنجليزية)
- كاثرين براونلو على موقع أوليمبيديا (الإنجليزية)